# Сакс-Кобург и Гота
Сакс-Кобург и Гота е стара германска княжеска династия (от 1680 до наши дни) клон на легендарния саксонски род Ветини, крале на Португалия (1836 – 1910), на Великобритания под името Уиндзор (1901 – наши дни), на Белгия (1831 – наши дни), князе и царе на България (1887 – 1946).
Саксония-Кобург и Гота – това малко княжество (или херцогство) с площ 1977 кв. км, закътано в Тюрингския лес, според Ото фон Бисмарк, е било „ферма за разплод на жребци за цяла Европа“. Най-известният принц-консорт от този род е Алберт фон Сакс-Кобург-Гота, който през 1840 г. се оженва за братовчедка си Виктория, кралица на Обединеното кралство Великобритания и Ирландия, а впоследствие и императрица на Индия. След този брак британската кралска династия възприема името Сакс-Кобург и Гота. То обаче става фамилно име само на един крал – на Едуард VII, който царува от 1901 до 1910 г. Неговият наследник Джордж V през 1917 г. възприема името Уиндзор, за да се спаси от немско звучащата си фамилия по време, когато страната му води война с Германската империя.
Херцогството Саксония-Кобург и Гота се създава на базата на две съседни княжества. Саксония-Кобург е създадено за членове на семейството Саксония-Гота-Алтенбург през 17 век. Част от Саксония-Гота-Алтенбург, включваща град Гота, попада под контрола на династията през 1826 г. след смъртта на последния му херцог. Дъщеря му принцеса Луиза фон Сакс-Гота се омъжва за херцог Ернст I фон Сакс-Кобург-Заалфелд. Той се отказва от Заалфелд, за да получи далеч по-желаното херцогство Гота. Обединеното херцогство Саксония-Кобург и Гота се наследява от сина му Ернст II, но той умира бездетен през 1893 г. След смъртта му херцогският трон се поема от втория син на принц Алберт – британския принц Алфред. Единственият му син обаче умира през 1899 г. и херцогството пак остава без наследник.
След дълги консултации между кралица Виктория, принц Алфред и кайзер Вилхелм II династията се оглавява от британския принц Чарлз-Едуард (или Карл-Едвард), внук на Виктория. Той обаче губи владението си след края на Първата световна война. Работническо-войнишкият съвет на Гота го сваля от трона през ноември 1918 г. След неговата смърт през 1954 г. номинален глава на династията става принц Фридрих Йозиас. От 1998 г. на негово място е синът му принц Андреас. През последните десетина години той си реституира хиляди хектари гори в Тюрингия, които били национализирани от бившата ГДР.
През втората половина на 19 век Сакс-Кобург и Гота владеят Британската империя, Белгия, Бразилия, България, Португалия, Саксония и др. Днес династията е на власт в Белгия, а под името Уиндзорска династия – във Великобритания и други страни от Британската общност.
Цар Фердинанд е потомък на странична линия на Сакс-Кобург и Гота. Дядо му принц Фердинанд се жени за унгарската принцеса Мария-Антония Кохари де Чабраг през 1816 г. и създава католическата линия Сакс-Кобург и Гота-Кохари. Към нея принадлежат всички потомци от българската Сакскобургготска династия.

## Херцози на Саксония-Кобург-Заафелд (1680 – 1826), херцози на Саксония-Кобург-Гота (1826 – 1893)
| Години на управление                                   | Владетел (години на раждане и смърт)                                                                 | Съпруги и деца | Събития |
| ------------------------------------------------------ | --- | --- | --- |
| 1680 – 1729                                            | Йохан Ернст (22.8.1658 – 17.12.1729), син на херцога на Саксония-Гота-Алтенбург Ернст I Благочестиви | ∞ (1) (1680) за София-Хедвига (1660 – 1686), дъщеря на херцог Кристиан I фон Саксония-Мерзебург 1. Кристина-София (1681 – 1697), неомъжена; 2. Кристиан Ернст (18.8.1683 – 4.9.1745); 3. Шарлота Вилхелмина (1685 – 1767), ∞ 1705 за граф Филип Рейнхард фон Ханау-Мюнценберг (1664 – 1712) ∞ (2) (1690) за Шарлота Йохана (1664 – 1699), дъщеря на граф Йосиас II фон Валдек-Вилдунген: 1. Вилхелм Фридрих (1691 – 1720), неженен; 2. Карл Ернст (1692 – 1720); 3. София Вилхелмина (1693 – 1727), ∞ 1720 за княз Фридрих Антон фон Шварцбург-Рудолщат (1692 – 1744); 4. Луиза Емилия (1695 – 1713), неомъжена; 5. Франц Йосиас (25.9.1697 – 16.9.1764); 6. Хенриета Албертина (1698 – 1728), неомъжена | |
| 1729 – 1745 (съвместно с брат си Франц Йосиас)         | Кристиан Ернст (18.8.1683 – 4.9.1745), първи син на Йохан Ернст                                      | ∞ 1724 за Кристина Фридерика фон Кос (1686 – 1743), от която няма деца | |
| 1729 – 1764 (съвместно с брат си Кристиан Ернст)       | Франц Йосиас (25.9.1697 – 16.9.1764), четвърти син на Йохан Ернст                                    | ∞ 1723 за Анна София (1700 – 1780), дъщеря на княз Лудвиг Фридрих I фон Шварцбург-Рудолщат: 1. Ернст Фридрих (8.3.1724 – 8.9.1800); 2. Йохан Вилхелм (1726 – 1745), неженен; 3. Кристиан Франц (1730 – 1797), неженен; 4. Шарлота София (1731 – 1810), ∞ 1755 за принц Лудвиг фон Мекленбург (1725 – 1778); 5. Фредерика Каролина (1735 – 1791), ∞ 1754 за маркграф Карл Александър фон Бранденбург-Ансбах-Байройт (1736 – 1806); 6. Фридрих Йосиас (1737 – 1815), ∞ (1789, морганатичен брак) за Тереза Щрофек | |
| 1764 – 1800                                            | Ернст Фридрих (8.3.1724 – 8.9.1800), син на Франц Йосиас                                             | ∞ 1749 за София Антония (1724 – 1802), дъщеря на херцог Фердинанд Албрехт II фон Брауншвайг-Волфенбютел: 1. Франц Фридрих Антон (15.7.1750 – 9.12.1806); 2. Каролина (1753 – 1829), декан на женския приют в Хандерсхайм от 1795 г.; 3. Лудвиг (1755 – 1806), неженен | |
| 1800 – 1806                                            | Франц Фридрих Антон (15.7.1750 – 9.12.1806), син на Ернст Фридрих                                    | ∞ (1) (1776) за София (Ернестина) (1760 – 1776), дъщеря на херцог Ернст Фридрих III фон Саксония-Хилдбургхаузен, от която няма деца, ∞ (2) (1777) за Августа (1757 – 1831), дъщеря на княз Хайнрих XXIV фон Ройс-Еберсдорф: 1. София (1778 – 1835), ∞ (1804, морганатичен брак) за Емануел фон Менсдорф де Пуи (1777 – 1852); 2. Антоанета (1779 – 1824), ∞ 1798 за херцог Александър фон Вюртемберг (1771 – 1733); 3. Анна Фьодоровна (Юлиана) (1781 – 1860), ∞ (1796, развод 1820) за великия руски княз Константин Павлович (1779 – 1831); 4. Ернст I (2.1.1784 – 29.1.1844); 5. Фердинанд Георг Август (28.3.1785 – 27.8.1851); 6. Виктория (1786 – 1861), ∞ (1) (1803 за княз Емих Карл фон Лайнинген (1763 – 1814), ∞ (2) (1818) за принц Едуард Огъст (1767 – 1820), херцог на Кент; 7. Леополд I (16.12.1790 – 10.12.1865), крал на Белгия | |
| 1806 – 1826 1826 – 1844 херцог на Саксония-Кобург-Гота | Ернст I (2.1.1784 – 29.1.1844), първи син на Франц Фридрих Антон                                     | ∞ (1) (1817, развод 1826) за Луиза (1800 – 1831), дъщеря на херцог Август фон Саксония-Гота-Алтенбург: 1. Ернст II (21.6.1818 – 22.8.1893); 2. Алберт (1819 – 1861), ∞ 1840 за английската кралица Виктория. ∞ (2) (1832) за Мария (1799 – 1860), дъщеря на херцог Александър фон Вюртемберг, от която няма деца | Служи като офицер в пруската армия и се отличава във войните срещу френския император Наполеон I. През 1825 г. след като клонът Саксония-Гота прекратява съществуването си, Ернст I наследява едноименното владения, отстъпвайки Заафелд на херцозите Саксония-Майнинген.                                       |
| 1844 – 1893 (херцог на Саксония-Кобург-Гота)           | Ернст II (21.6.1818 – 22.8.1893), първи син на Ернст I                                               | ∞ 1842 за Александра (1820 – 1904), дъщеря на принц Леополд фон Баден, от която няма деца | Ернст II, известен със своите либерални идеи, първоначално е противник на обединителната политика на пруския канцлер Ото фон Бисмарк, но по-късно променя позициите си. Съюзник е на Прусия във войната ѝ с Австрийската империя през 1866 г. През 1871 г. присъединява своите владения към обединена Германия. |

## Крале на Белгия (от 1831)
| Години на управление | Владетел (години на раждане и смърт)                                                                      | Съпруги и деца | Събития |
| -------------------- | --- | --- | --- |
| 1831 – 1865          | Леополд I (16.12.1790 – 10.12.1865), трети син на херцог Франц Фридрих Антон фон Саксония-Кобург-Заалфелд | ∞ (1) (1816) за Шарлота Августа (1796 – 1917), дъщеря на английския крал Джордж IV, от която няма деца. ∞ (2) (1832) за Луиза Мария (1812 – 1850), дъщеря на френския крал Луи Филип: # Леополд II (9.4.1835 – 17.12.1909); # Филип (1837 – 1907), ∞ 1867 за Мария (1845 – 1912), дъщеря на княз Карл Антон фон Хоенцолерн-Зигмаринген: ## Бодуен (1869 – 1891), неженен; ## Анриет (1870 – 1948), ∞ 1896 за Емануел Орански (1872 – 1931), херцог Вандом; ## Жозефина (1872 – 1958), ∞ 1894 за принц Карл Антон фон Хоенцолерн (1868 – 1919); ## Албер I (8.4.1875 – 17.2.1934). # Мария Шарлота (1840 – 1927), ∞ 1857 за императора на Мексико Максимилиан I (1832 – 1867) | През 1830 г. Леополд отказва предложената му корона на Гърция, току-що освободила се от османска власт. Година по-късно е избран от Националния конгрес на Белгия за крал на тази страна, която провъзгласява независимостта си от Нидерландия. Като владетел Леополд I отстоява умело самостоятелността на Белгия както срещу холандците, така и срещу френските планове за анексия. По негово време страната се превръща в конституционна монархия с либерално управление и за кратко време бележи значителен индустриален прогрес. Веднага след като заема престола приема католицизма.                                         |
| 1865 – 1909          | Леополд II (9.4.1835 – 17.12.1909), първи син на Леополд I                                                | ∞ 1853 за Мария Хенриета (1836 – 1902), дъщеря на ерцхерцог Йозеф Антон Йохан: 1. Луиза (1858 – 1924), ∞ (1875, развод 1906) за Фердинанд Филип фон Саксен-Кобург-Заалфелд (1844 – 1921); 2. Стефани (1864 – 1945), ∞ (1) (1881) за австрийския кронпринц Рудолф (1858 – 1889), ∞ (2) (1900) за граф Елемер Лоня де Нод-Лоня (1863 – 1946); 3. Клементина (1872 – 1955), ∞ 1910 за принц Виктор Наполеон (1862 – 1926) | Леополд II продължава действията на своя баща за отстояване на белгийската независимост, особено срещу агресивните замисли на френския император Наполеон III. Страната му се радва на икономически просперитет и прави крачки към превръщането си в колониална сила. В периода 1884 – 1908 е крал на Конго, като преди смъртта си завещава тази територия на белгийската държава. |
| 1909 – 1934          | Албер I (8.4.1875 – 17.2.1934), племенник на Леополд II                                                   | ∞ 1900 за Елизабет (1876 – 1965), дъщеря на баварския херцог Карл Теодор: 1. Леополд III (3.11.1901 – 25.9.1983); 2. Шарл (1903 – 1983), граф на Фландрия, ∞ 1977 за Жаклин Пейребрюн (1921 – ?); 3. Мария-Жозе (1906 – 2001), ∞ 1930 за италианския крал Умберто II | Когато започва Първата световна война, кралят поема лично командването на белгийската армия и до голяма степен допринася за спиране настъплението на германските войски и за установяването на фронтовата линия на белгийска територия. След войната Албер I използва огромния си авторитет, за да укрепи демокрацията в своята страна. Запален алпинист, кралят загива трагично по време на една планинска експедиция. |
| 1934 – 1951          | Леополд III (3.11.1901 – 25.9.1983), първи син на на Албер I                                              | ∞ (1) (1926) за Астрид (1905 – 1935), дъщеря на шведския принц Оскар-Карл-Вилхелм: 1. Жозефина Шарлота (1927 – ?), ∞ 1953 за великия херцог на Люксембург Жан (1921 – 2000); Бодуен I (7.9.1930 – 31.7.1993); 3. Албер II (6.6.1934 – 21.7.2013). ∞ (2) (1941, морганатичен брак) за Мари лилиан Бейлс (1916 – 2002), „принцеса Дьо Рети“ | През 1936 г. Леополд III обявява неутралитет на своята страна. Въпреки това хитлеристка Германия извършва агресия срещу Белгия през 1940 г. Военната помощ на Франция и Англия се оказва недостатъчна и кралството е окупирано, а Леополд III подписва безусловна капитулация. затворен в замъка Лакен, той е третиран като военнопленник от германските власти. През 1944 г., след десанта на съюзниците в Нормандия, кралят и семейството му са отведени в Германия, а след като са освободени от американската армия, се установяват в Швейцария. Белгийският парламент провъзгласява за регент брат му, фландърския граф Шарл. |
| 1951 – 1993          | Бодуен I (7.9.1930 – 31.7.1993), първи син на на Албер I                                                  | ∞ 1960 за Фабиола де Мора и Арагон (1928 – ?), от която няма деца | Бодуен I съумява благодарение на личния си авторитет да възстанови престижа на монархията. |
| 1993 – 2013          | Албер II (6.6.1934 – 21.7.2013), втори син на Албер I                                                     | ∞ 1959 за Паола Руфо ди Калабрия (*1937): 1. Филип (*15.4.1960); 2. Астрид (*1962), ∞ 1984 за австрийския ерцхерцог Лоренц (*1955); 3. Лоран (Лоренс) (*1963), ∞ 2003 за Клер Луиза (*1974) | |
| от 2013              | Филип (*15.4.1960), първи син на Албер II                                                                 | ∞ 1999 за Матилда д’Юкедем д’Ако (*1973): 1. Елизабет (*25.10.2001); 2. Габриел (*2003); 3. Емануел (*2005); 4. Елеонора (*2008) | |

## Крале на Португалия (1837 – 1910)
| Години на управление | Владетел (години на раждане и смърт)                                                                | Съпруги и деца | Събития |
| -------------------- | --------------------------------------------------------------------------------------------------- | --- | --- |
| 1837 – 1853          | Фернанду II (29.10.1816 – 17.12.1885), първи син на Фердинанд Георг Август фон Сакс-Кобург-Заалфелд | ∞ (1) (1836) за португалската кралица Мария II (1819 – 1853): 1. Педру V (16.9.1837 – 11.11.1861); 2. Луиш I (31.10.1838 – 19.10.1889); 3. Жуан (1842 – 1861), херцог на Бейя, неженен; 4. Мария-Анна (1843 – 1884), ∞ 1859 за краля на Саксония Георг I (1832 – 1904); 5. Антония Мария (1845 – 1913), ∞ 1861 за Леополд фон Хоенцолерн-Зигмаринген (1835 – 1905); 6. Аугусто (1847 – 1889), херцог на Коимбра, неженен. ∞ (2) (1869, морганатичен брак) за Елиза Фредерика Хенслер (1836 – 1929), графиня Едла | След смъртта на съпругата си (1853) той абдикира в полза на първородния си син Педру V, но до 1857 г. управлява страната от негово име. Впоследствие напуска Португалия и сключва морганатичен брак.                               |
| 1853 – 1861          | Педру V (16.9.1837 – 11.11.1861), първи син на Фернанду II                                          | ∞ 1858 за Стефани (1837 – 1859), дъщеря на княз Карл Антон фон Хоенцолерн-Зигмаринген, от която няма деца | Педру V проявява блестящи държавнически качества и си спечелва голяма популярност сред населението. Преждевременната смърт на съпругата му, довежда краля до тежка депресия, която той не успява да преодолее.                     |
| 1861 – 1889          | Луиш I (31.10.1838 – 19.10.1889), втори син на Фернанду II                                          | ∞ 1862 за Мария-Пия (1847 – 1911), дъщеря на италианския крал Виктор Емануил II: 1. Карлуш I (28.9.1863 – 1.2.1908); 2. Афонсу (1865 – 1920), ∞ 1917 за Невада Хейс (1885 – 1941) | Луиш I превръща Португалия в конституционна монархия. Полага усилия за изграждането на силен флот и за укрепването на португалския колониален режим в Третия свят. През 1868 г. издава указ, с който отменя робството в колониите. |
| 1889 – 1908          | Карлуш I (28.9.1863 – 1.2.1908), първи син на Луиш I                                                | ∞ 1886 за Мария Амалия (1865 – 1951), дъщеря на Луи Филип, граф на Париж: 1. Луиш-Фелипе (1887 – 1907), кронпринц на Португалия; 2. Мануел II (15.11.1889 – 2.7.1932) | По негово време либерализмът в Португалия се сменя с консервативен режим, довел до надигането на широко обществено недоволство. Загива през 1908 г. заедно с първородния си син при атентат, организиран от анархисти.             |
| 1908 – 1910          | Мануел II (15.11.1889 – 2.7.1932), втори син на Карлуш I                                            | ∞ 1913 за Августа Виктория (1890 – 1966), дъщеря на принц Вилхелм фон Хоенцолерн, от която няма деца | През 1910 г. избухналата в Португалия революция премахва монархията и установява републиканско управление. Кралят емигрира в Англия, където умира през 1832 г.                                                                     |

## Князе (1887 – 1908) и царе (1908 – 1946) на България
| Години на управление         | Владетел (години на раждане и смърт)                                                                            | Съпруги и деца | Събития |
| ---------------------------- | --- | --- | --- |
|                              | Фердинанд Георг Август (28.3.1785 – 27.8.1851), втори син на херцог Франц Фридрих Антон фон Сакс-Кобург-Заафелд | ∞ 1816 за Антоанета (1797 – 1862), дъщеря на унгарския принц Франц Йожеф фон Кохари: 1. Фернанду II (29.10.1816 – 17.12.1885), основател на клона Сакс-Кобург-Гота-Португалия; 2. Август (13.6.1818 – 26.7.1881); 3. Виктория (1822 – 1857), ∞ 1840 за херцог Луи Шарл Рафаел дьо Немур (1814 – 1896); 4. Леополд (1824 – 1884), ∞ (1861, морганатичен брак) за Константина Аделгейда (1835 – 1890), баронеса Рутенщейн | През 1816 г. Фердинанд Георг Август приема католицизма. |
|                              | Август (1818 – 1881), втори син на Фердинанд Георг Август                                                       | ∞ 1843 за Клементина (1817 – 1807), дъщеря на френския крал Луи Филип: 1. Фердинанд Филип (1844 – 1921), ∞ 1875 (развод 1906) за Луиза (1858 – 1924), дъщеря на белгийския крал Леополд II; 2. Лудвиг Август (1845 – 1907), ∞ 1864 за Леополдина (1847 – 1871), дъщеря на бразилския император Педро II; 3. Клотилда (1846 – 1927), ∞ 1864 за австрийския ерцхерцот Йозеф Карл Лудвиг (1833 – 1905); 4. Амалия (1848 – 1894), ∞ 1875 за баварския принц Максимилиан Емануил (1849 – 1893); 5. Фердинанд I (26.2.1861 – 9.9.1948) | |
| 1887 – 1918 (от 1908 г. цар) | Фердинанд I (26.2.1861 – 9.9.1948), трети син на Август фон Сакс-Кобург-Гота                                    | ∞ (1) (1893) за Мария Луиза (1870 – 1899), дъщеря на пармския херцог Роберто I: 1. Борис III (30.1.1894 – 28.8.1943); 2. Кирил Преславски (1895 – 1945); 3. Евдокия (1898 – 1985), неомъжена; 4. Надежда (1899 – 1957), ∞ 1924 за принц Албрехт Евгений фон Вюртемберг (1895 – 1954). ∞ (2) (1908) за Елеонора (1860 – 1917), дъщеря на княз Хайнрих IV Ройс-Кьостриц, от която няма деца | Дълго време след като заема престола през 1887 г. изборът му остава непризнат от османския султан Абдул Хамид II, сюзерен на княжеството и от Великите сили заради съпротивата на Русия. Първоначално Фердинанд I остава в сянката на енергичния министър-председател Стефан Стамболов, когото успява да отстрани през 1894 г. По време на Младотурската революция Фердинанд I се възползва от благоприятната обстановка и на 22 септември 1908 г. обявява пълната независимост на България от османската империя, приемайки титлата „цар на българите“. Несправедливата подялба на отнетите от Турция след Балканската война (1912 – 1913) територии кара монарха да започне Междусъюзническата война (1913), завършила с Първата национална катастрофа за България след Освобождението. По време на Първата световна война (1914 – 1918) Фердинанд I и неговото правителство заставата на страната на Централните сили и включват България във военни действия срещу Антантата (1915). Поражението през 1918 г. принуждава държавния глава да абдикира и да се оттегли от политическия живот. Напуска завинаги България и се установява в родовите си владения в Германия, където умира през 1948 г. |
| 1918 – 1943                  | Борис III (30.1.1894 – 28.8.1943), първи син на Фердинанд I                                                     | ∞ 1930 за Йоана (Джована) (1907 – 2000), дъщеря на италианския крал Виктор Емануил III: 1. Мария Луиза (*1933), ∞ (1) (1957, развод 1968) за принц Карл Владимир Ернст Хайнрих цу Лайнинген (1928 – 1990), ∞ (2) (1969) за Бронислав Хробок (*1933); 2. Симеон II (*16.6.1937) | Първите десет години от управлението му са трудни: страната трябва да се възстанови от Втората национална катастрофа, последвала поражението в първата световна война. Борбата между левите и десните концепции за управлението водят до редица преврати и правителства на „здравата ръка“. Сложната политическа обстановка обаче не намалява авторитета на монарха, натрупал вече значителен опит в държавните дела. През 1935 г. царят умело успява да отстрани от власт крайно десните елементи, които чрез преврата на 19 май 1934 г. са опитват да установят авторитарен режим. До смъртта си Борис III остава водеща фигура в управлението, прокарвайки политическите си схващания чрез назначавани от него безпартийни кабинети. През 1941 г. под натиска на Германия България е принудена да се присъедини към Тристранния пакт и да се включи във Втората световна война. Българските войски окупират Вардарска и Егейска Македония, но царят категорично отказва да изпрати въоръжени сили на Източния фронт и не прекъсва дипломатическите си отношения със СССР. Макар, че е съюзник на хитлеристите, Борис III с подкрепата на цялата общественост успява да спаси българските евреи от депортация в концлагери. През 1943 г. царят умира внезапно след завръщането си от Германия, където води трудни разговори с Хитлер. |
| 1943 – 1946                  | Симеон II (*16.6.1937), син на Борис III                                                                        | ∞ 1962 за Маргарита Гомес-Асебо и Сехуела (*1935): # Кардам Търновски (2.12.1962 – 7.4.2015), ∞ 1996 за Мириам Унгрия и Лопес (*1963): ## Борис Търновски (*10.10.1997); ## Белтран (*1999). # Кирил Преславски (*1964), ∞ 1989 за Росарио Надал де Пуигдорфила: ## Мафалда (*1994); ## Олимпия (*1995); ## Тасило (*2002). # Кубрат Панагюрски (*1965), ∞ 1993 за Карла Мария Ройо-Вилануева (*1969): ## Мирко (*1995); ## Лукас (*1997); ## Тирсо (*2002). # Константин-Асен Видински (*1967), ∞ 1994 за Мария Гарсия де ла Ресиля и Кортасар (*1970): ## Умберто (*1999); ## София (*1999). # Калина (*1972), ∞ 2002 за Китин Муньос Валкаркел*1958): ## Симеон-Хасан Муньос (*2007) | След смъртта на Борис III за държавен глава е провъзгласен малолетният му син Симеон II, под опеката на трима регенти, сред които е и чичо му Кирил Преславски. През есента на 1944 г. съветските войски достигат българските граници, а на 9 септември 1944 г. в София е извършен преврат и е съставено правителство на Отечествения фронт. Регентът Кирил е осъден на смърт и разстрелян на 1 февруари 1945 г., а през 1946 г. с референдум е премахната монархията в България. Царското семейство напуска страната и се установява в Египет. Години по-късно Симеон II се премества да живее в Испания, където след навършване на пълнолетие е коронован за цар на българите. |